# Somatochlora ensigera
Somatochlora ensigera – gatunek ważki z rodziny szklarkowatych (Corduliidae). Występuje na terenie Ameryki Północnej.

## Charakterystyka
- Ubarwienie: mają blade znaczenia na tułowiu i brzuchu, czarne nogi i błyszczące zielone oczy. Klatka piersiowa jest metaliczno-brązowo-zielona i połyskująca, a brzuch jest ciemno metaliczny, czarno-zielony.
- Wielkość: długość oscyluje w granicach od 1,9 do 2,0 cala, wyraźne skrzydła;
- Sezon występowania: charakterystyczny dla nich sezon lotów trwa od połowy czerwca do połowy sierpnia;
- Siedlisko: występują najczęściej przy małych preriowych lub leśnych strumieniach i rowach[3].